# 李骏虎
李骏虎（1975年10月3日—），是中国山西洪洞的作家及政治人物。现任山西省作家协会主席、民盟山西省委副主委和第十四届全国政协委员。